# Acianthera compressicaulis
Acianthera compressicaulis é uma espécie de orquídea (Orchidaceae) que existe no Haiti, antigamente subordinada ao gênero Pleurothallis.

## Publicação e sinônimos
- Acianthera compressicaulis (Dod) Pridgeon & M.W.Chase, Lindleyana 16: 243 (2001).

Sinônimos homotípicos:
- Pleurothallis compressicaulis Dod, Moscosoa 3: 113 (1984).